# Sharpay a její báječné dobrodružství
Sharpay a její báječné dobrodružství (originálním názvem Sharpay's Fabulous Adventure) je americký film a volné pokračování filmů z trilogie Muzikál ze střední, v hlavní roli s Ashley Tisdale. Film pojednává o životě Sharpay Evans po maturitě, když se snaží získat roli na Broadwayi. Film byl v Americe vydán jako Blu-ray a DVD dne 19. dubna 2011. Premiéra filmu na americkém Disney Channel proběhla 22. května 2011. Byl to první film z produkce Disney Channel Original Movies, který vyšel dříve na DVD než se vysílal. Na českém Disney Channel se film poprvé odvysílal 10. září 2011.

## Obsazení
| Ashley Tisdale       | Sharpay Evans    |
| Austin Butler        | Peyton Leverett  |
| Bradley Steven Perry | Roger Elliston   |
| Lauren Collins       | Tiffani          |
| Cameron Goodman      | Vance Evans      |
| Jessica Tuck         | Darby Evans      |
| Alec Mapa            | Gill Samms       |
| Jack Plotnick        | Neal Roberts     |
| Pat Mastroianni      | Jerry Taylor     |
| Lucas Grabeel        | Ryan Evans       |
| Jorge Molina         | pan Gonzales     |
| Mya Michaels         | paní Gonzalesová |

## Mezinárodní vysílání
| Země / Region          | Televizní kanál(y)              | Premiéra          | Název                                |
| ---------------------- | ------------------------------- | ----------------- | ------------------------------------ |
| Kanada                 | Family                          | 27. května 2011   | Sharpay's Fabulous Adventure         |
| Velká Británie         | Disney Channel Anglie a Irsko   | 27. května 2011   | Sharpay's Fabulous Adventure         |
| Spojené státy americké | Disney Channel                  | 22. května 2011   | Sharpay's Fabulous Adventure         |
| Tchaj-wan              | Disney Channel Taiwan           | 16. července 2011 | 夏培的星光大道                       |
| Argentina              | Disney Channel Latinská Amerika | 29. května 2011   | La Fabulosa Aventura de Sharpay      |
| Kolumbie               | Disney Channel Latinská Amerika | 29. května 2011   | La Fabulosa Aventura de Sharpay      |
| Portugalsko            | Disney Channel Portugalsko      | 20. května 2011   | A Fabulosa Aventura de Sharpay       |
| Brazílie               | Disney Channel Brazílie         | 29. května 2011   | A Fabulosa Aventura da Sharpay       |
| Španělsko              | Disney Channel Španělsko        | 17. června 2011   | La Fabulosa Aventura de Sharpay      |
| Austrálie              | Disney Channel Austrálie        | 30. července 2011 | Sharpay's Fabulous Adventure         |
| Filipíny               | Disney Channel Asie             | 28. května 2011   | Sharpay's Fabulous Adventure         |
| Malaisie               | Disney Channel Asie             | 28. května 2011   | Sharpay's Fabulous Adventure         |
| Indonésie              | Disney Channel Asie             | 28. května 2011   | Sharpay's Fabulous Adventure         |
| Singapur               | Disney Channel Asie             | 28. května 2011   | Sharpay's Fabulous Adventure         |
| Polsko                 | Disney Channel Polsko           | 10. září 2011     | Boska przygoda Sharpay               |
| Česko                  | Disney Channel (Česko)          | 10. září 2011     | Sharpay a její báječné dobrodružství |
| Maďarsko               | Disney Channel Maďarsko         | 10. září 2011     | Sharpay csillogó kalandja            |
| Německo                | Disney Channel Německo          | říjen 2011        | Sharpay's fabelhafte Welt            |
| Izrael                 | Disney Channel Izrael           | 30. června 2011   | שארפיי                               |
| Arábie                 | Disney Channel Střední východ   | 10. září 2011     | Sharpay's Fabulous Adventure         |
| Rumunsko               | Disney Channel Rumunsko         | 10. září 2011     | Fabuloasa aventură a lui Sharpay'    |
| Řecko                  | Disney Channel Řecko            | 10. září 2011     | Sharpay's Fabolous Adventure         |
| Švédsko                | Disney Channel Skandinávie      | 26. srpna 2011    | Sharpay's Fabolous Adventure         |
| Nizozemí               | Disney Channel (Nizozemí)       | 16. září 2011     | Sharpay's Fabulous Adventure         |

## Soundtrack
Herečka Ashley Tisdale dne 22. května 2010 potvrdila, že nahrávala hudbu pro film. V tomto termínu bylo hlášeno, že se ve filmu objeví čtyři vlastní písně. Skladatelka Amy Powers napsala na své webové stránky, že Tisdale nahrávala písně "My Boi and Me" a "The Rest of My Life" (Amy obě napsala spolu s Matthewem Tishlerem pro film). Disney Channel zveřejnil jména dvou zbývajících originálních písní; jsou to "I'm Gonna Shine" (napsali Randy Petersen a Kevin Quinn) a "New York's Best Kept Secret" (napsali David Lawrence a Faye Greenberg).